# Mortagne-du-Nord
Mortagne-du-Nord – miejscowość i gmina we Francji, w regionie Hauts-de-France, w departamencie Nord.
Według danych na rok 1990 gminę zamieszkiwały 1594 osoby, a gęstość zaludnienia wynosiła 731 osób/km² (wśród 1549 gmin regionu Nord-Pas-de-Calais Mortagne-du-Nord plasuje się na 426. miejscu pod względem liczby ludności, natomiast pod względem powierzchni na miejscu 897.).